# 肾综合征出血热
肾综合征出血热（hemorrhagic fever with renal syndrome，HFRS）是一种主要由鼠类携带汉坦病毒引起的自然疫源性疾病。引起肾综合征出血热的病毒主要有汉滩病毒(HTNV)、汉城病毒(SEOV)、普马拉病毒(PUUV)和多不拉伐病毒(DOBV)等。临床症状主要有发热、出血、头痛、低血压休克及肾脏损害等。传播通过接触宿主动物的排泄物、伤口感染、气溶胶, 还可通过螨类等传播或通过母体垂直传播。欧亚大陆是肾综合征出血热的主要传播地区，死亡率为12%。